# شاتيل شيري
شاتيل شيري هي بلدية فرنسية تقع في إقليم الأردين في منطقة غراند إيست. 

## التاريخ
خلال الثورة الفرنسية، حملت المدينة مؤقتًا اسم الجبل الرهيب Mont-Redoutable. 

## الأماكن والمعالم الأثرية
- أُدرجت دير شهريري معلمًا تاريخيًا في عام 1990.[7]
- قلعة شاتيل .

## شخصيات مرتبطة بالبلدية
الرقيب يورك (1887-1964)، رقيب في الجيش الأمريكي تميز في شاتيل شيري أثناء الحرب العالمية الأولى.